# Cheilanthes lanceolata
Cheilanthes lanceolata là một loài thực vật có mạch trong họ Adiantaceae. Loài này được (Bonap.) J.P. Roux mô tả khoa học đầu tiên năm 2009.